# Jingtai-kejsaren
Ej att förväxla med Jingtai, en ort i Gansu.
Jingtai-kejsaren (景泰帝), regeringstid 1449–1457, född 1428, död 1457, var en kinesisk kejsare under Mingdynastin. Hans ursprungliga namn var Zhu Qiyu (kinesiska: 朱祁鈺?, pinyin: Zhū Qíyù), namnet Jingtai kommer av namnet på hans regeringsperiod, Jǐngtài (景泰). I Kina går han dessutom under sitt postuma namn Jǐngdì (景帝) och sitt så kallade tempelnamn, Dàizōng (代宗). 
Zhu Qiyu tog över tronen när hans bror, Zhengtong-kejsaren, fängslats hos mongolerna efter Tumukrisen 1449. När brodern återvände till Kina lät Zhu Qiyu placera honom i husarrest, för att kunna hålla sig kvar vid makten till sin död.